# 華南農業大学
華南農業大学（かなんのうぎょうだいがく、簡体字: 华南农业大学、英語: South China Agricultral University）は、広東省広州市天河区に所在する中華人民共和国の国立大学である。1952年に創立された。広東「211プロジェクト」大学、双一流の成員校として、国家重点大学である。

## 教育研究組織
- 農業学院

植物育種係、作物の科学技術係、生態学係、草业科学係。
- 資源環境学院

環境科学と工程の係、昆虫学係、農薬学係、土壌学係、植物栄養係、植物病理係、製薬工学。
- 経済管理学院

農業資源経済係、会計係、金融係、経済貿易係、工商管理係、物流とマーケティング係。
- 園芸学院

果樹、野菜学係学部、花卉と景観係、茶業科学係、採取後の科学と技術係、施設農業科学と工程の係。
- 工程学院

農業工学係、自動化係、車両工学係、機械工学係、電子工学係など。
- 生命科学学院

植物科学係、生物化学と分子生物学。
- 獣医学部

基礎獣医学係、予防獣医学係、臨床獣医係。
- 動物科学学院

動物の栄養と飼料科学係、動物の生産と管理係、動物遺伝育種と繁殖係、水産養殖係、蚕糸科学係。
- 食品の学院

食品科学係、食品の工程係、包装工程係、生物工学係。
- 林学院

林学係、景色の庭園と都市計画係、木材の科学と工学係、森林資源と観光管理係。
- 人文と法学部

法律係、中国語係、歴史係、哲学係。
- 理学院

応用数学係、応用物理係、応用化学係。
- 情報の学院

コンピュータ科学係、ネットワーク工学係、管理の科学と工学係、地理情報係、測量とリモートセンシング係。
- ソフトウェア学院

ソフトウェア工学。
- 芸術学院

服装の芸術のデザイン科、環境芸術の設計係、ビジュアルコミュニケーションデザイン係、工業デザイン係、アニメ係、美術係、音楽係、メディア係。
- 外国語学院

英語係、大学英語部、商務英語係、翻訳係、日本語科、外国言語学と応用言語学研究所。
- 水利と土木工事学院

水利工事係、土木工学係、建築学部、工程管理係。
- 公共管理学院

社会学係、社会係、行政管理係、公共事業の管理係、土地資源管理係、労働と社会保障係。
- 継続教育学院
- 国際教育学院
- 大学院
- 思想政治理論課教育部
- スポーツ教育研究部
- 珠江学院（独立学院）